# C3H3Cl3
化学式C3H3Cl3，摩尔质量为145.41 g/mol，有：
- 三氯丙烯
  - 1,1,2-三氯丙烯
  - 1,1,3-三氯丙烯，CAS号：2567-14-8 
  - 1,2,3-三氯丙烯，CAS号：96-19-5 
  - 1,3,3-三氯丙烯
  - 2,3,3-三氯丙烯
  - 3,3,3-三氯丙烯
- 三氯环丙烷
  - 1,1,2-三氯环丙烷
  - 1,2,3-三氯环丙烷

|  | 这个同类索引页列出了具有相同分子式的化学物（即同分異構體）条目。 除非您是有意链接至本页，否则应将相应条目的内部链接指向正确的条目。 |